# Lord Dunsany
Edward John Moreton Drax Plunkett, XVIII Barón de Dunsany (24 de julio de 1878 - 25 de octubre de 1957) fue un escritor y dramaturgo anglo-irlandés, conocido sobre todo por sus cuentos fantásticos publicados bajo el nombre de Lord Dunsany. Su obra, la cual gira en torno a la alta fantasía, el horror y lo extraño, ejerció gran influencia y admiración en distintos autores como H. P. Lovecraft, J. R. R. Tolkien, Jorge Luis Borges y Arthur C. Clarke.

## Biografía
Nacido en Londres en el seno de una familia noble irlandesa, recibió una educación esmerada en el Eton College y la Real Academia Militar de Sandhurst. En 1899 hereda el título de lord, al fallecer su padre. Como militar, participó en la Guerra Bóer y en la Primera Guerra Mundial. Entre otras aficiones, fue un excelente cazador y jugador de ajedrez. Mantuvo amistad con otros autores irlandeses, como Yeats. Murió en 1957 en Dublín, a consecuencia de un ataque de apendicitis.

## Obra
En los relatos de Dunsany las tradiciones populares, la épica celta, el exotismo oriental y los elementos oníricos se funden en un mundo intemporal de sabor único. Sus historias de espada y brujería, recogidas en volúmenes como La espada de Welleran (1908) o Cuentos de un soñador (1922), le convierten en pionero decisivo del género de la fantasía heroica. H. P. Lovecraft dejó constancia de sentir una gran admiración por Dunsany y su obra, citándola como una de sus influencias tempranas. El creador de los Mitos de Cthulhu escribió sobre Dunsany: «Su rico lenguaje, su punto de vista cósmico, su remoto mundo de ensueño y su exquisito sentido de lo fantástico, todo me atrae más que cualquier otra cosa en la literatura moderna».
Lord Dunsany también escribió novelas como La hija del rey del país de los elfos, en donde aborda el tema de la mujer inmortal que, por amor a un hombre, abandona su condición y ha de aceptar la muerte, prefigurando así las elecciones análogas de Lúthien en El Silmarillion y Arwen en El Señor de los Anillos de J. R. R. Tolkien. Por otro lado sus comedias, que contaron con gran popularidad en la primera mitad del siglo XX, anticipan el teatro del absurdo.
El artista Sidney Sime, recordado por su fantástica y satírica obra, fue el ilustrador predilecto de Dunsany para sus relatos.

### Obra selecta

#### Cuentos
- Los dioses de Pegāna (The Gods of Pegāna, 1905)
- El tiempo y los dioses (Time and the Gods,  1906)
- La espada de Welleran (The Sword of Welleran and Other Stories, 1908)
- Cuentos de un soñador (A Dreamer's Tales, 1910)
- El libro de las maravillas (The Book of Wonder, 1912)
- Cuentos asombrosos (Tales of Wonder, 1916)
- Cuentos de los tres hemisferios (Tales of Three Hemispheres. A collection of Stories, 1919)

#### Novelas
- Don Rodrigo: crónicas del valle de la sombra (Don Rodriguez: Chronicles of Shadow Valley, 1922)
- La hija del rey del país de los elfos (The King of Elfland's Daughter, 1924)
- El crepúsculo de la magia (The Charwoman's Shadow, 1926)

#### Teatro
- La puerta resplandeciente (1909)
- Los dioses de la montaña (1912)
- El sombrero de seda perdido (1913)
- De dioses y hombres (1917)

#### Poesía
- Cincuenta poemas (1929)
- Agua de espejismo (1938)
- Poemas de guerra (1941)
- Para despertar a Pegaso (1949)

#### Memorias (trilogía autobiográfica)
- Pedazos de luz (1938)
- Mientras las sirenas dormían (1944)
- El velatorio de las sirenas (1945)